# Clement Leemans
Clement Leemans (Hingene, 27 september 1941) is een voormalig Belgisch wielrenner. Hij was een sprinter en zijn beste prestatie op dat gebied was in 1958. In dat jaar eindigde hij als 3e in het klassement van het Nationaal Kampioenschap voor eliterenners (Sprint).

## Zijn overwinningen
1955
- 2e in Nationaal Kampioenschap, Baan, Sprint, Amateurs, België, België

1958
- 3e in Nationaal Kampioenschap, Baan, Sprint, Elite, België, België

1959
- 2e in Brasschaat (b), Brasschaat (Antwerpen), België

1960
- 6e in Onze-Lieve-Vrouw-Waver, Cyclocross, Amateurs, België
- 8e in Waasmunster, Cyclocross, Amateurs, België
- 2e in Mechelen, Mechelen (Antwerpen), België
- 8e in 's Gravenwezel, Cyclocross, Amateurs, 's Gravenwezel (Antwerpen), België
- 11e in Heffen, (Heffen, Cyclocross), België
- 11e in Tisselt, Cyclocross, België

1962
- 11e in Heist-op-den-Berg, Cyclocross, Heist-op-den-Berg (Antwerpen), België